# لیگ دسته چهارم فوتبال عربستان سعودی
لیگ دسته چهارم فوتبال عربستان سعودی سطح پنجم لیگ حرفه‌ای فوتبال عربستان سعودی است. ۷۴ تیم در مرحله نخست و ۳۲ تیم در مرحله پایانی در این لیگ بازی می‌کنند.